# تشارلز ر. لونغ
تشارلز ر. لونغ (بالإنجليزية: Charles R. Long)‏ هو عسكري أمريكي، ولد في 10 ديسمبر 1923 في كانساس سيتي في الولايات المتحدة، وتوفي في 12 فبراير 1951 في محافظة هوينغسونغ في كوريا الجنوبية.